# Zhou Qinghong
Zhou Qinghong (chiń. 周青宏; pinyin Zhōu Qīnghóng) – chiński brydżysta z tytułem World International Master w kategorii Open (WBF).

## Wyniki brydżowe

### Zawody światowe
W światowych zawodach zdobył następujące lokaty:
| Mistrzostwa Świata. Konkurencja teamów | Mistrzostwa Świata. Konkurencja teamów | Mistrzostwa Świata. Konkurencja teamów               | Mistrzostwa Świata. Konkurencja teamów | Mistrzostwa Świata. Konkurencja teamów | Mistrzostwa Świata. Konkurencja teamów |
| Rok                                    | Miejsce                                | Zawody                                               | Kategoria                              | Drużyna                                | Pozycja                                |
| -------------------------------------- | -------------------------------------- | ---------------------------------------------------- | -------------------------------------- | -------------------------------------- | -------------------------------------- |
| 2014                                   | Sanya                                  | 14. Seria Mistrzostw Świata                          | Open                                   | Jiangsu Bridge Association             | 58                                     |
| 2010                                   | Filadelfia                             | 13 Seria Mistrzostw Świata                           | Open                                   | Beijing Shouchuang                     | 17                                     |
| 2007                                   | Szanghaj                               | 38 Mistrzostwa Świata Teamów                         | Trans                                  | Jiangsu                                | 38                                     |
| 2004                                   | Stambuł                                | 3 Transnarodowe Mistrzostwa Świata Teamów Mikstowych | Miksty                                 | Zhang                                  | 3                                      |
| 2002                                   | Montreal                               | 11 Mistrzostwa Świata                                | Open                                   | Li                                     | 33                                     |

| Mistrzostwa Świata. Konkurencja par | Mistrzostwa Świata. Konkurencja par | Mistrzostwa Świata. Konkurencja par | Mistrzostwa Świata. Konkurencja par | Mistrzostwa Świata. Konkurencja par | Mistrzostwa Świata. Konkurencja par |
| Rok                                 | Miejsce                             | Zawody                              | Kategoria                           | Partner                             | Pozycja                             |
| ----------------------------------- | ----------------------------------- | ----------------------------------- | ----------------------------------- | ----------------------------------- | ----------------------------------- |
| 2010                                | Filadelfia                          | 13 Mistrzostwa Świata               | Open                                | Li Ziaoyi                           | 200                                 |
| 2002                                | Montreal                            | 11 Mistrzostwa Świata               | Open                                | Haitao Liu                          | 185                                 |

## Klasyfikacja
- Zhou Qinghong – klasyfikacja WBF (ang.)